# Sant Jan e Sant Gervasi
Saint-Jean-Saint-Gervais és un municipi francès situat al departament del Puèi Domat i a la regió d'Alvèrnia-Roine-Alps. L'any 2007 tenia 95 habitants.

## Demografia

### Població
El 2007 la població de fet de Saint-Jean-Saint-Gervais era de 95 persones. Hi havia 48 famílies de les quals 19 eren unipersonals (4 homes vivint sols i 15 dones vivint soles), 11 parelles sense fills, 11 parelles amb fills i 7 famílies monoparentals amb fills.
La població ha evolucionat segons el següent gràfic:
Habitants censats

### Habitatges
El 2007 hi havia 100 habitatges, 48 eren l'habitatge principal de la família, 44 eren segones residències i 8 estaven desocupats. 99 eren cases i 1 era un apartament. Dels 48 habitatges principals, 42 estaven ocupats pels seus propietaris, 4 estaven llogats i ocupats pels llogaters i 2 estaven cedits a títol gratuït; 4 tenien dues cambres, 7 en tenien tres, 15 en tenien quatre i 22 en tenien cinc o més. 26 habitatges disposaven pel capbaix d'una plaça de pàrquing. A 22 habitatges hi havia un automòbil i a 20 n'hi havia dos o més.

### Piràmide de població
La piràmide de població per edats i sexe el 2009 era:
| Homes | Edats   | Dones |
| ----- | ------- | ----- |
| 0     | 95 o +  | 0     |
| 0     | 90 a 94 | 0     |
| 0     | 85 a 89 | 0     |
| 0     | 80 a 84 | 4     |
| 0     | 75 a 79 | 8     |
| 0     | 70 a 74 | 0     |
| 8     | 65 a 69 | 4     |
| 0     | 60 a 64 | 0     |
| 0     | 55 a 59 | 0     |
| 0     | 50 a 54 | 8     |
| 12    | 45 a 49 | 8     |
| 4     | 40 a 44 | 4     |
| 4     | 35 a 39 | 8     |
| 0     | 30 a 34 | 0     |
| 8     | 25 a 29 | 4     |
| 0     | 20 a 24 | 4     |
| 4     | 15 a 19 | 0     |
| 0     | 10 a 14 | 0     |
| 4     | 5 a 9   | 4     |
| 0     | 0 a 4   | 8     |

## Economia
El 2007 la població en edat de treballar era de 66 persones, 43 eren actives i 23 eren inactives. De les 43 persones actives 39 estaven ocupades (21 homes i 18 dones) i 4 estaven aturades (2 homes i 2 dones). De les 23 persones inactives 9 estaven jubilades, 5 estaven estudiant i 9 estaven classificades com a «altres inactius».
Activitats econòmiques
Dels 5 establiments que hi havia el 2007, 1 era d'una empresa de construcció, 1 d'una empresa de comerç i reparació d'automòbils, 1 d'una empresa d'hostatgeria i restauració, 1 d'una empresa d'informació i comunicació i 1 d'una empresa de serveis.
L'únic servei als particulars que hi havia el 2009 era una fusteria.
L'any 2000 a Saint-Jean-Saint-Gervais hi havia 9 explotacions agrícoles que ocupaven un total de 185 hectàrees.

## Poblacions més properes
El següent diagrama mostra les poblacions més properes.